# Pierre Arcambot
Pierre Arcambot, né le 27 mai 1914 à Braux dans les Alpes-de-Haute-Provence et mort le 21 avril 1992 au Fugeret, est un peintre français.

## Biographie
Pierre Arcambot est né le 27 mai 1914 à Braux dans les Alpes-de-Haute-Provence. Il exerce de nombreux métiers différents avant d'apprendre à peindre. Il expose à Paris dans plusieurs salons annuels : le Salon des Artistes Français, le Salon des indépendants, le Salon d'Automne et le Salon Comparaisons.